# ポール・ヴァン・ヒムスト
ポール・ヴァン・ヒムスト（Paul van Himst, 1943年10月2日 - ）は、ベルギー出身の元サッカー選手、サッカー指導者。選手時代のポジションはFW。2023年2月までUEFAチャンピオンズカップの舞台において、ベルギー人選手としては単独最多記録となるゴール数の記録(20得点)を保持していた。バロンドールアワードでは1964年には5位、1965年には4位に入った。2003年11月のUEFAジュビリーアウォーズの際には、ベルギーサッカー協会から過去50年間で最も優秀なベルギー人選手に選出された。

## 経歴

### 選手
1959年にRSCアンデルレヒトで選手キャリアをスタートさせる。アンデルレヒトに在籍した16シーズンの間、8度の ジュピラーリーグ制覇を始め、457試合出場233得点を記録した。チャンピオンズカップでは1966-67シーズンに6得点を挙げて大会得点王になった。晩年はRWDモレンベークと2部リーグのVCエーントラハト・アールストでプレーし、1977年に現役引退をした。
ベルギー代表としては1960年10月19日のスウェーデン戦で代表デビューを飾り、1970年のFIFAワールドカップ・メキシコ大会出場に貢献。1972年のUEFA欧州選手権1972では3位入賞に貢献するなど、国際Aマッチ81試合出場30得点を記録した。

### 指導者
引退後は指導者の道へ進み、古巣のアンデルレヒトやクラブ・ブルッヘを指揮、アンデルレヒトでは1982-83シーズン、決勝でSLベンフィカを破ってUEFAカップを獲得している。
1994年にはベルギー代表監督を務め、FIFAワールドカップ・アメリカ大会で指揮を執り、グループリーグでオランダを破るなど、チームを決勝トーナメントに導いた。

## エピソード
- 愛称のPolle Gazonとは、ブリュッヘ方言でボールを意味するPolleと、フランス語で芝を意味するGazonを合わせた造語である。これは、選手時代に多くの数のファウルに見舞われたことから名付けられた。
- 1981年に公開された映画、勝利への脱出に当時のサッカー界のスター選手達と共に出演した。
- エディ・メルクス（ベルギーの自転車ロードレース選手）とは親友である。
- Bresorというコーヒーブランドの所有者でもある。

## 代表歴

### 出場大会
- ベルギー代表
  - 1970 FIFAワールドカップ

### 試合数
- 国際Aマッチ 81試合 30得点（1960年-1974年）[3]

| ベルギー代表 | 国際Aマッチ | 国際Aマッチ |
| 年           | 出場        | 得点        |
| ------------ | ----------- | ----------- |
| 1960         | 3           | 2           |
| 1961         | 6           | 4           |
| 1962         | 7           | 2           |
| 1963         | 6           | 3           |
| 1964         | 6           | 2           |
| 1965         | 7           | 5           |
| 1966         | 5           | 3           |
| 1967         | 4           | 2           |
| 1968         | 5           | 0           |
| 1969         | 3           | 1           |
| 1970         | 4           | 0           |
| 1971         | 7           | 3           |
| 1972         | 8           | 3           |
| 1973         | 3           | 0           |
| 1974         | 7           | 0           |
| 通算         | 81          | 30          |

## タイトル

### 個人
- ジュピラー・プロ・リーグ得点王 : 3回 (1963-64, 1965-66, 1967-68)